# Martinhoe
Martinhoe – wieś i civil parish w Anglii, w Devon, w dystrykcie North Devon. W 2011 civil parish liczyła 159 mieszkańców. Martinhoe jest wspomniana w Domesday Book (1086) jako Matingeho.